# Jimlíkov
Jimlíkov (německy Imlikau) je malá vesnice, část města Nová Role v okrese Karlovy Vary v Karlovarském kraji. Obec je plynofikována a plně odkanalyzována do kořenové čistírny odpadních vod v nejnižším místě obce. V obci je připraveno několik stavebních pozemků pro další výstavbu.

## Historie
První písemná zmínka o vesnici pochází z roku 1525.

## Přírodní poměry
Vesnice se nachází jižně od Nové Role. Okolní krajina je zemědělsky využívána a podepsal se zde i faktor povrchové těžby kaolinu. U vesnice protéká Vlčí potok. V nedávné historii byl regulován kvůli postupu povrchové těžby kaolinu.

## Těžba
Zdejší krajina je značně poznamenána povrchovou těžbou kaolinu a s ním spojených surovin. Na sever od Jimlíkova se nacházejí zatopené tůňky jako pozůstatky historického dobývání. Západně od vesnice je plavírna Božíčany a k ní přilehlé zaplavené lomy a výsypky. Zde plánuje firma v rámci rekultivačních procesů vytvořit rekreační areál Monte Kaolino.

## Obyvatelstvo
| Rok            | 1869 | 1880 | 1890 | 1900 | 1910 | 1921 | 1930 | 1950 | 1961 | 1970 | 1980 | 1991 | 2001 | 2011 | 2021 |
| -------------- | ---- | ---- | ---- | ---- | ---- | ---- | ---- | ---- | ---- | ---- | ---- | ---- | ---- | ---- | ---- |
| Počet obyvatel | 164  | 146  | 170  | 222  | 248  | 263  | 249  | 210  | 164  | 107  | 83   | 79   | 92   | 91   | 137  |
| Počet domů     | 27   | 29   | 32   | 32   | 34   | 38   | 42   | 46   | 34   | 31   | 25   | 28   | 26   | 26   | 41   |

## Obecní správa
Při sčítání lidu v letech 1869–1880 Jimlíkov byl osadou obce Božičany v okrese Falknov. V letech 1890–1930 byly samostatnou obcí, se kterým patřily nejprve do okresu Falknov, ale v letech 1921–1930 v okrese Loket. V letech 1950–1980 byly opět častí obce Božičany, se kterým patřily nejprve do okresu Karlovy Vary-okolí, ale v letech 1961–1980 v okrese Karlovy Vary. Od 1. ledna 1981 je částí města Nová Role v okrese Karlovy Vary. Poté se Božičany opět osamostatnily, ale Jimlíkov již zůstal součástí Nové Role.

## Doprava
Do Jimlíkova nevede žádná železniční trať. Obcí prochází silnice třetí třídy, která je spojnicí ve směru Nová Role - Mírová.
Veřejná doprava je zajišťována v omezeném rozsahu dvěma autobusovými linkami.